# بلوک زد
بلوک زد (به انگلیسی: Block Z) یک فیلم زامبی و دلهره‌آور فیلیپینی با محوریت زامبی محصول سال ۲۰۲۰ به کارگردانی میخائیل رد با بازی جاشوا گارسیا، جولیا بارتو، دیمپلز رومانا، ایو فلورس، میرتل ساروسا، ماریس راکال، مک کوی د لئون، ایان ونراسیون و اینا ریموندو است. این فیلم در ۲۹ ژانویه ۲۰۲۰ در سینما اکران شد.

## داستان
داستان این فیلم از آنجایی آغاز می‌شود که پس از آنکه ویروسی کشنده همه گیر می‌شود، دانشگاهی به حالت قرنطینه در می‌آید و تعدادی از دانشجویان تصمیم می‌گیرند برای نجات جان خود، با یکدیگر گروهی تشکیل دهند و…

## بازاریابی
تریلر تیزر در ۵ ژوئیه ۲۰۱۹ در یوتیوب منتشر شد. تریلر کامل در ۳۱ دسامبر ۲۰۱۹ در یوتیوب منتشر شد.